# 球吻鼻魚
球吻鼻魚，俗名剝皮仔、打鐵婆，為輻鰭魚綱鱸形目刺尾魚亞目刺尾魚科的其中一個種，於1835年首次被法國動物學家Achille Valenciennes正式描述為 Naseus tonganus，其模式產地為東加，分布於印度太平洋區，從東非至薩摩亞群島海域，本魚體呈長橢圓形且側扁，每個顎骨有22至46顆牙齒，隨著魚的生長，數量會增加，並且這些有鋸齒狀的尖端，身體深度約為標準長度的2.3至3倍，成魚的身體深度低於亞成魚，成魚的頭部前部有一個凸出的突起，在較大的雄魚中，這可能會延伸到嘴之外，身體的背部輪廓在背鰭的刺部分下方明顯凸出。尾柄兩側各有一對骨板，各有一個向前突出的點，幼魚的尾鰭微缺，成魚的尾鰭截形，身體整體顏色為銀色至棕灰色，身體腹側逐漸變成黃灰色，背鰭刺部分下方有不規則的淺色和黑色斑點，背鰭顏色較深，邊緣呈藍色，胸鰭和尾鰭上有一條寬的黑色邊緣帶，幼魚身上覆蓋著濃密的黑點，背鰭硬棘5枚、背鰭軟條27-30枚、臀鰭硬棘2枚、臀鰭軟條26-28枚，體長可達60公分，棲息在珊瑚礁區，成小群活動，以浮游生物、藻類為食，可做為食用魚及觀賞魚。

## 擴展閱讀
維基物種上的相關：球吻鼻魚